# The Pest (film 1917 Gillstrom)
The Pest è un cortometraggio del 1917 diretto da Arvid E. Gillstrom.